# Biomaterial

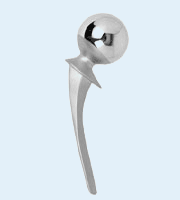
Lårbensprotes.

Biomaterial är material som behandlar, ersätter eller förändrar organ, vävnader eller funktioner i en biologisk kropp. Vanliga exempel på biomaterial är proteser såsom knäproteser och hjärtklaffar, tandimplantat och pacemakers. Även kanyler och kontaktlinser är dock biomaterial eftersom dessa interagerar med kroppen. 
Det ställs många krav på biomaterial; bland annat att ett biomaterial är biokompatibelt. Med biokompatibelt menas förmågan att utföra en specifik uppgift i en kropp med ett ändamålsenligt svar från kroppen. Andra egenskaper som ska uppfyllas är mekaniska egenskaper, kemisk reaktivitet, pris och bearbetbarhet. 

## Historia
Utvecklingen av biomaterial började under andra världskriget när läkare fick in skadade piloter med plexiglassplitter (PMMA) i kroppen. Normalt sker stöter kroppen bort material genom inflammation men så skedde inte med PMMA. 